# Zgrada Mornaričke sekcije
Zgrada Mornaričke sekcije C. i kr. carevinskog ministarstva rata nalazi se u 3. bečkom općinskom okrugu Landstraßeu u Vorderen Zollamtstraße 9 i zaštićena je kao spomenik. Odavde su se rješavali svi poslovi vezani s c. i kr. Ratnom mornaricom. Razlog zbog čega nije postojalo zasebno Ministarstvo mornarice bilo je protivljenje Ugarske. Ona nije htjela još i četvrto opće i nacionalno ministarstvo, pa je radi kompromisa predložena Mornarička sekcija koja je pridružena Ministarstvu rata.
Zgrada je podignuta 1908. prema planovima arhitekta Theodora Bacha i mornaričkog nadinženjera Camilla Flata. U visini prvoga kata na fasadi se nalaze emajlirani grbovi 16 jadranskih luka Monarhije (Kopra, Kotora, Cresa, Rijeke, Hvara, Maloga Lošinja, Milja, Pirana, Pule, Visa, Dubrovnika, Rovinja, Šibenika, Splita, Trsta i Zadra). Nakon 1925. zgrada je udomljavala generalnu direkciju Austrijskih saveznih šuma koja se u međuvremenu preselila u Purkersdorf. Na njezinu izvornu funkciju podsjeća samo ploča na ulazu.

## Vanjske poveznice
- Bezirksmuseum Landstraße – Die Marinesektion  Arhivirana inačica izvorne stranice od 6. siječnja 2014. (Wayback Machine)

## Fusnote
1. ↑  http://www.bda.at/documents/519359446.pdf  Arhivirana inačica izvorne stranice od 15. kolovoza 2011. (Wayback Machine)
2. ↑  Städtewappen / Marinesektion - fotografije grbova na fasadi Mornaričke sekcije.